# Svetovna razstava
Svetovna razstava (znana tudi pod angleškim izrazom World's Fair in okrajšavo Expo) je množična prireditev, namenjena predstavljanju dosežkov človeštva mednarodni javnosti. Razstave, ki se med seboj razlikujejo po tematikah, prirejajo v različnih mestih po vsem svetu, običajno trajajo od nekaj tednov do pol leta.
Od leta 1928, ko je stopila v veljavo Konvencija o mednarodnih razstavah, poteka organizacija pod okriljem Mednarodnega urada za razstave (Bureau International des Expositions, BIE), ki združuje 157 držav podpisnic konvencije. Slovenija je članica od leta 2004. Razstave pod okriljem BIE so treh tipov: največje »univerzalne razstave« oz. svetovne razstave v ožjem pomenu besede, ki trajajo pol leta in se prirejajo okvirno vsakih pet let, manjše »mednarodne razstave« ter specializirane »hortikulturne razstave«. Predvsem prve uvrščajo sociologi med »mega-prireditve«, po kulturnem pomenu primerljive z olimpijskimi igrami, in veljajo za najstarejše zares globalne dogodke.

## Zgodovina
Tradicija prirejanja svetovnih razstav se je pričela med industrijsko revolucijo in vzponom evropskih kolonialnih velesil. Za prvo svetovno razstavo v sodobnem pomenu besede štejemo Veliko razstavo industrijskih izdelkov vseh narodov leta 1851 v Londonu, ki je s svojo odmevnostjo pripomogla k popularizaciji ideje in spodbudila nastanek gibanja. Glavni namen je bil promocija industrijskih in kolonialnih velesil ter vladajočih ideologij kapitalizma in liberalizma oz. njihove superiornosti nad podrejenimi narodi. Iz tega obdobja so znane impozantne strukture, zgrajene za demonstracijo industrijske moči države prirediteljice, ki so se ohranile do danes, kot sta londonska Kristalna palača (prireditveni prostor za prvo svetovno razstavo) in Eifflov stolp, vhodni objekt za pariško razstavo leta 1889. Na teh prireditvah so bili prvič prikazani nekateri prelomni izumi, npr. telefon. Propaganda je bila namenjena tako ostalim velesilam, ki so se v tem času pričele trgovinsko odpirati druga drugi, kot tudi domači javnosti, v kateri se je začelo prebujati nezadovoljstvo nad slabimi življenjskimi razmerami. S poudarjanjem pridobitev industrializacije in primerjavo z življenjem v nerazvitih kolonijah (v sklopu razstav so postavljali cele vasi, kjer so za čas dogodka živeli denimo črnci) je želela vladajoča elita prikazati, kako je tudi izkoriščan delavec mnogo na boljšem od domorodca v Afriki ali Aziji.
Konec 19. stoletja so postale svetovne razstave priljubljene tudi v Združenih državah Amerike, ki so takrat doživljale gospodarski in politični vzpon. Za razliko od evropskih so ameriške razstave organizirali zasebniki, to je bil čas komercializacije in intenzivne promocije kapitalističnih vrednot (množična proizvodnja, potrošništvo) na svetovnih razstavah, ki so pridobile tudi močan zabavljaški značaj. Ob spreminjajoči se politični situaciji v prvi polovici 20. stoletja so postale tudi prizorišče za medkulturni dialog na državni ravni in kasneje tekmovanje vizij za prihodnost različnih družbenih ureditev. Ideološki konflikt med kapitalizmom in socializmom oz. liberalizmom in planskim gospodarstvom se je izrazil tudi v tej obliki. Kljub veliki pozornosti, ki so je bile deležne sovjetske predstavitve, je prevladala zahodnjaška vizija.
Tretje zgodovinsko obdobje svetovnih razstav traja od 1970. let, pričelo se je ob postopnem zamiranju hladne vojne in gospodarskim vzponom drugih delov sveta (predvsem Azije). Nastal je koncept manjših tematskih razstav v letih med glavnimi svetovnimi razstavami, na vseh pa se mednarodni javnosti predstavlja množica nacionalnih držav, ki na ta način gradijo svojo prepoznavnost. Vzpon azijskih ekonomij se odraža tudi v geografski porazdelitvi držav gostiteljic. Na razstavah socialna in okoljska problematika prevladujeta nad tehnoutopičnimi motivi v minulih stoletjih.

## Seznam svetovnih razstav
Univerzalne razstave, kot jih priznava Mednarodni urad za razstave:
- 1851 - London,  Združeno kraljestvo (Velika razstava industrijskih izdelkov vseh narodov)
- 1855 - Pariz,  Francija (Exposition Universelle)
- 1862 - London,  Združeno kraljestvo
- 1867 - Pariz,  Francija
- 1873 - Dunaj,  Avstro-Ogrska
- 1876 - Filadelfija,  ZDA (Centennial Exhibition)
- 1878 - Pariz,  Francija (Exposition Universelle)
- 1880 - Melbourne,  Viktorija, Britanska Avstralija
- 1888 - Barcelona,  Španija
- 1889 - Pariz,  Francija (Exposition Universelle)
- 1893 - Chicago,  ZDA
- 1897 - Bruselj,  Belgija
- 1900 - Pariz,  Francija (Exposition Universelle)
- 1904 - St. Louis,  ZDA
- 1905 - Liège,  Belgija
- 1906 - Milano,  Italija
- 1910 - Bruselj,  Belgija
- 1911 - Torino,  Italija
- 1913 - Gent,  Belgija
- 1915 - San Francisco,  ZDA
- 1929 - Barcelona,  Španija
- 1933 - Chicago,  ZDA
- 1935 - Bruselj,  Belgija
- 1937 - Pariz,  Francija
- 1939 - New York,  ZDA
- 1949 - Port-au-Prince,  Haiti
- 1958 - Bruselj,  Belgija
- 1962 - Seattle,  ZDA
- 1967 - Montreal,  Kanada
- 1970 - Osaka,  Japonska
- 1992 - Sevilla,  Španija
- 2000 - Hannover,  Nemčija
- 2010 - Šanghaj,  Ljudska republika Kitajska
- 2015 - Milano,  Italija
- 2020 - Dubaj,  Združeni arabski emirati (začetek prestavljen na 2021 zaradi pandemije nove koronavirusne bolezni)
- 2025 - Osaka,  Japonska